# Feldoboly
Feldoboly (románul Dobolii de Sus) falu Romániában Kovászna megyében. Közigazgatásilag Nagyborosnyóhoz tartozik.

## Fekvése
Sepsiszentgyörgytől 21 km-re délkeletre a Bodzai-hegyek lábánál fekszik. Nagyborosnyótól 5 km-re délkeletre van.

## Nevének eredete
Neve onnan van, hogy egykor dobosok lakták. A névelőtag Aldobolytól különbözteti meg.

## Története
1461-ben Doboilj néven említik. 1910-ben 510 lakosából 503 magyar, 3 román, 1 német volt. A trianoni békeszerződésig Háromszék vármegye Sepsi járásához tartozott. 1992-ben 211 lakosából 173 magyar, 34 cigány és 4 román volt.

## Látnivalók
- Református temploma középkori eredetű, mai alakját 1773-ban kapta.
- A Hollaky-udvarház a 17-18. században, a Reznek-udvarház 1790 és 1813 között épült.

## Híres emberek
- Itt született 1694-ben Borosnyai Lukács János református püspök, egyházi író.
- Itt született 1754-ben Bodola János paptanár, református püspök.
- itt született 1905-ben Bogáthy Emma, (ferencrendi) apáca rendfönök, középiskolai tanár, népnevelö.